# زندگی با مایکل جکسون
زندگی با مایکل جکسون (به انگلیسی: Living with Michael Jackson) برنامهٔ مستند تلویزیونی است که در ۳ فوریه ۲۰۰۳ (‎۱۴ بهمن ۱۳۸۱) در انگلستان (ITV) و سه روز بعد در آمریکا (ABC) نمایش داده شد.
این مستند شامل مصاحبه‌هایی توسط روزنامه‌نگار انگلیسی به نام مارتین بشیر با مایکل جکسون می‌باشد. این مصاحبه‌ها طی ۸ ماه، از مه ۲۰۰۲ تا ژانویه ۲۰۰۳ ضبط شد. مستند زندگی با مایکل جکسون در انگلستان ۱۵ میلیون و در آمریکا ۳۸ میلیون بیننده داشت.
مایکل جکسون پس از پخش مستند اظهار کرد که مارتین بشیر به او خیانت کرده و تصویر وارونه از او به نمایش گذاشته‌است. چندین سال بعد، خود مارتین بشیر اعلام کرد که در ساخت این مستند، به مایکل خیانت کرده‌است و واقعیت را نشان نداده‌است.

## خلاصهٔ مستند
زندگی با مایکل جکسون، با سکانسی شروع می‌شود که در آن مارتین بشیر، دربارهٔ چگونگی متقاعد کردن جکسون برای پذیرفتن مصاحبه‌ها، صحبت می‌کند.
در ادامه، مکان مصاحبه به مزرعه نورلند (Neverland Ranch) تغییر می‌کند. در این سکانس، جکسون دربارهٔ موسیقی اش توضیح می‌دهد که، او ابتدا متن ترانه‌ها را می‌نویسد نه موسیقی و آهنگ آن‌ها را؛ چون «موسیقی به خودی خود ساخته می‌شود.» جکسون توضیح می‌دهد که او در هنگام رقصیدن، خود بخشی از موسیقی می‌شود.
جکسون در ادامه می‌گوید که احساس می‌کند «پیتر پن» است و اینکه مزرعهٔ نورلند را با الهام از داستان پیتر پن ساخته‌است.
سپس قسمتی از اجراهای گروه جکسون فایو نمایش داده می‌شود. در این قسمت جکسون با یادآوری کودکی اش و پدرش که با کمربندی در دست او و برادرانش را تمرین می‌داد، اظهار می‌کند که از پدرش خیلی می‌ترسد و برای همین است هیچ‌گاه دست روی فرزندان خود بلند نکرده‌است.
بعد از نورلند، مکان مصاحبه به هتل چهار فصل، در کالیفرنیا، تغییر می‌کند. در این سکانس او دربارهٔ زندگی عشقی اش، تغییرات چهره و فرزندانش صحبت می‌کند. او با یادآوری دوران فعالیتش با جکسون فایو، می‌گوید که، برادرانش با طرفدارانشان عمل جنسی انجام می‌دادند، بعضی اوقات در همان اتاقی که جکسون در آن خواب بود. آن‌ها به جکسون دستور می‌دادند که در آن هنگام خود را به خواب بزند.
وقتی بشیر از جکسون سؤال می‌کند که آیا او دوست دختری داشت یا نه، جکسون با یادآوری دختری به نام تتوم اُنیل، می‌گوید که آن دختر می‌خواست با او رابطه جنسی برقرار کند ولی جکسون عقب می‌کشد چون خجالت می‌کشید.
هنگامی که صحبت از تغییرات چهره‌اش می‌شود، جکسون هرگونه سفید کردن پوستش، گذاشتن گونه، بزرگ کردن لب‌ها و عمل چشم‌هایش را رد می‌کند. او می‌گوید که در نوجوانی از آکنه رنج می‌برد و این که پدرش همیشه بینی او را مسخره می‌کرد.
در ادامه، بشیر، فرزندان جکسون؛ که همگی ماسکی بر چهره داشتند؛ را ملاقات می‌کند.
جکسون فاش می‌کند که او نه تنها کودکان یتیم و بیمار را به مزرعه خود دعوت می‌کند، بلکه به آن‌ها اجازه می‌دهد که در تخت او بخوابند، در حالی که خود روی زمین می‌خوابید.
وقتی از او پرسیده شد: از این همه محبتی که در قبال کودکان انجام می‌دهد به دنبال چیست؟ جکسون پاسخ می‌دهد: «شادی و سرور». او در ادامه می‌گوید که از کودکان الهام می‌گیرد.
بعد از این اظهارات، بشیر می‌گوید که او از وسواس فکری جکسون نسبت به کودکان معذب است و این که احساس می‌کند جکسون در گفتن بعضی از ابعاد زندگی‌اش صادق نبوده‌است.
در آخرین مصاحبه‌ها (ژانویه ۲۰۰۳، آخرین مصاحبه که سکانس آن در میامی بود)، بشیر دوباره از تغییرات چهره او سؤال می‌کند. جکسون با ناراحتی و رنجیدگی می‌گوید که او فقط دو عمل جراحی، روی بینی خود انجام داده‌است.
در ادامه، بشیر دربارهٔ اظهاری که پسر جکسون، پرینس، کرد (پرینس به بشیر گفت: من مادری ندارم) سؤال می‌کند. جکسون توضیح می‌دهد که دبی رو (همسر دومش) این فرزندان را به عنوان هدیه‌ای برای او به دنیا آورد زیرا او به شدت مایل بود که پدر شود.
بشیر از هویت مادر بلنکت (فرزند سومش) سؤال می‌کند، جکسون در پاسخ گفت که تولد فرزندش در نتیجهٔ لقاح مصنوعی از سلول‌های اسپرم خود او بوده‌است.
بشیر در ادامه مکرراً این سؤال را از جکسون می‌کند که چرا اجازه می‌دهد کودکان به اتاق خواب او بیایند. جکسون در دفاع از خود اظهار می‌کند چنین کاری غیرطبیعی نیست و اینکه خیلی از بچه‌ها از جمله فرزندان خانواده کالکین (مثل مکالی کالکین) در تخت او خوابیده‌اند و قرارهای خواب مطلقاً جنبهٔ جنسی نداشتند.
جکسون توضیح می‌دهد که او به این دلیل با خانوادهٔ شاکی که او را در سال ۱۹۹۳ متهم به سواستفادهٔ جنسی از کودکان کردند در خارج از دادگاه به توافق رسید که نمی‌خواسته درگیر یک قضیه طولانی مدت شود.

## عکس العمل مایکل جکسون بعد از پخش مستند
بعد از پخش مستند، جکسون اظهار کرد که بشیر به او خیانت کرده‌است. او گفت مستند، تحریف شده بود و از او چهره‌ای وارونه نمایش داده شده‌است.

من به مارتین بشیر اعتماد کردم تا به زندگی من و خانواده‌ام وارد شود زیرا می‌خواستم حقیقت گفته شود. مارتین بشیر من را متقاعد کرد که به او اعتماد کنم و این که برنامهٔ او تصویری صادقانه و عادلانه از زندگی من خواهد بود و به من گفت که او مردی است که زندگی پرنسس دایانا را از این رو به آن رو کرد. از این که از کسی که با او همانند یک دوست رفتار کردم توانسته کار چنین پستی انجام دهد دل شکسته‌ام. من امروز شاید بیش از هر زمان دیگر احساس می‌کنم به من خیانت شده‌است، از آن جا که کسی که امکان این را یافت تا با کودکان من، روحیاتم و خودم آشنا بشود، کسی که او را در قلبم جای دادم و حقیقت را به او گفتم، اعتمادی را که به او کردم قربانی کرده و چنین برنامهٔ بی‌ارزش و ناعادلانه‌ای را تهیه کند.
اگر کسی واقعاً باور کند که من به کودکانم آسیب می‌رسانم یا آن‌ها را در معرض خطر قرار می‌دهم، قلبم می‌شکند: آن‌ها باارزش‌ترین چیز در زندگی من هستند.
هر کس که مرا بشناسد حقیقت را خواهد دانست که در زندگیم کودکانم اول از هر چیز هستند و من هیچگاه هیچ کودکی را نمی‌آزارم.

کمی بعد از پخش مستند زندگی با مایکل جکسون، مایکل در پاسخ به مستند مارتین بشیر، مستندی با نام «دومی را داشته باش: صحنه‌هایی که هرگز ندیده‌اید» (Take Two: The Footage You Were Never Meant to See) را منتشر کرد. در این ویدئو صحنه‌هایی که بشیر آن‌ها را از مستند خودش، حذف کرده بود، نمایش داده شد؛ از جمله مصاحبه‌هایی با همسر دوم جکسون با نام دبی رو و این که گذاشتن ماسک بر صورت بچه‌هایش ایده مادر فرزندان جکسون بوده‌است. همچنین اظهارات کاملاً متفاوتی از طرف مارتین بشیر دربارهٔ جکسون در این ویدئو دیده شد. بشیر در این ویدئو، جکسون را به خاطر دعوت کردن بچه‌ها به مزرعهٔ نِوِرلَند تحسین و او را پدری فوق‌العاده معرفی می‌کند.
این در حالی است که در مستند پخش شده توسط مارتین بشیر (زندگی با مایکل جکسون) بشیر اظهار می‌کند که مزرعهٔ نورلند «مکانی خطرناک» برای کودکان است.
در بخشی دیگر از این ویدئو، خانوادهٔ پسری که در سال ۲۰۰۳ به مایکل اتهام کودک‌آزاری زدند دیده می‌شوند که جکسون را تحسین می‌کردند.
این بخش از ویدئو به دلیل اختلافات مالی جکسون با فیلم‌بردار، نمایش داده نشد اما پلیس در تفتیش نِوِرلَند آن را پیدا کرد.
مارتین بشیر بعدها اعتراف کرد که در مستند «زندگی با مایکل جکسون» دروغ گفته‌است.